# Gino Bartali
Gino Bartali (født 18. juli 1914 i Ponte a Ema uden for Firenze, død 5. maj 2000) var en italiensk cykelrytter. Han var sammen med Fausto Coppi den mest kendte italienske cykelrytter før anden verdenskrig. Han vandt Giro d'Italia i 1936 og 1937 (bar den rosa førertrøje gennem i alt 50 dage gennem sin karriere) og vandt Tour de France to gange, første gang i 1938 og anden gang i 1948. Bartalis anden sejr i Tour de France 1948, placerede ham i historiebøgerne som den vinder med længst tidsinterval mellem to sejre i det store etapeløb.

## Rivalisering med Coppi
Bartalis karriere var præget af den tætte konkurrence med den fem år yngre Fausto Coppi. Denne meget markante rivalisering inden for cykelsporten delte de italienske fans i to lejre – coppiani og bartaliani. Bartali, som var konservativ og dybt religiøs blev støttet af det landsbrugsdominerede Syditalien, mens Coppi, som var mere udadvendt og sekulariseret, var helten i de urbane, industrialiserede nordlige dele af landet.

## 2. Verdenskrig
Bartali blev i 2013 posthumt hædret med Yad Vashems Retfærdige blandt nationerne for sin indsats under Anden Verdenskrig, hvor han dels holdt en jødisk familie skjult for Tyskerne, dels hjalp modstandsbevægelsen økonomisk og fragtede falske dokumenter til jødiske flygtninge rundt i landet skjult i sadlen på sin cykel, hvorved han risikerede livet. Bartali nåede at blive mistænkt, fængslet og forhørt af den lokale fascistiske myndighed men slap fri, da en af forhørsofficererne tilfældigvis tidligere havde været hans overordnede og sagde god for ham. Bartali talte ikke selv om sit arbejde for modstandsbevægelsen og ønskede ikke, at det blev offentligt kendt, og det var derfor først efter hans død, at sønnen Andrea Bartali afslørede faderens indsats.